# Adventure Isle
Adventure Isle is een eiland midden in Adventureland in het Disneyland Park in Parijs, dat fungeert als speeltuin en walkthrough-attractie. De attractie werd geopend op 12 april 1992, tezamen met het park zelf.

## Opzet
Toen het Disneyland Park werd ontworpen beslisten de bedenkers dat de attractie Big Thunder Mountain Railroad het midden moest vormen van Frontierland. Ze moesten daarom wel een andere plek vinden voor de attractie Tom Sawyer's Island, die in de al bestaande Disneyparken groot succes opleverde. Daarom beslisten ze dat deze attractie in een andere vorm, de vorm zoals die nu aanwezig is, moest verschijnen in Adventureland, compleet met een boomhuis van de Zwitserse familie Robinson. Ze verdeelden het eiland, dat Adventure Isle werd genoemd, in twee delen.

### Noordelijke eiland
Op dit eiland staat de boomhut van de Zwitserse familie Robinson. Onder deze attractie zijn verschillende wandelgangen in grotten te vinden, in Le Ventre de la Terre (Nederlands: De Navel der Aarde), door de wortels van de boom heen, die de familie zou gebruiken als kelder. In La Mer des Bretteurs (Nederlands: Zee der Zwaardvechters) ligt het gestrande schip van de familie. Op dit deel van het eiland is de taal op bordjes en plakkaten veelal Frans.

### Zuidelijke eiland
Op dit eiland is een grillige rotspartij te vinden, met onder andere de Skull Rock, een rots in de vorm van een doodshoofd. Naast de Skull Rock ligt het schip van Kapitein Haak uit de film Peter Pan van Disney. Naast het schip is een kleine speeltuin te vinden, genaamd La Plage des Pirates (Nederlands: Piratenstrand).
Een grote berg, die bekendstaat als Spyglass Hill, is eveneens te vinden op dit deel van Adventure Isle. Binnenin de berg is een gangenstelsel en doolhof aan grotten te vinden en tevens een schat. Sommige grotten in de berg verwijzen naar de film Treasure Island van Disney, zoals de grot Ben Gunn's Cave. Op dit deel van het eiland is de taal op bordjes en plakkaten veelal Engels.

## Afbeeldingen

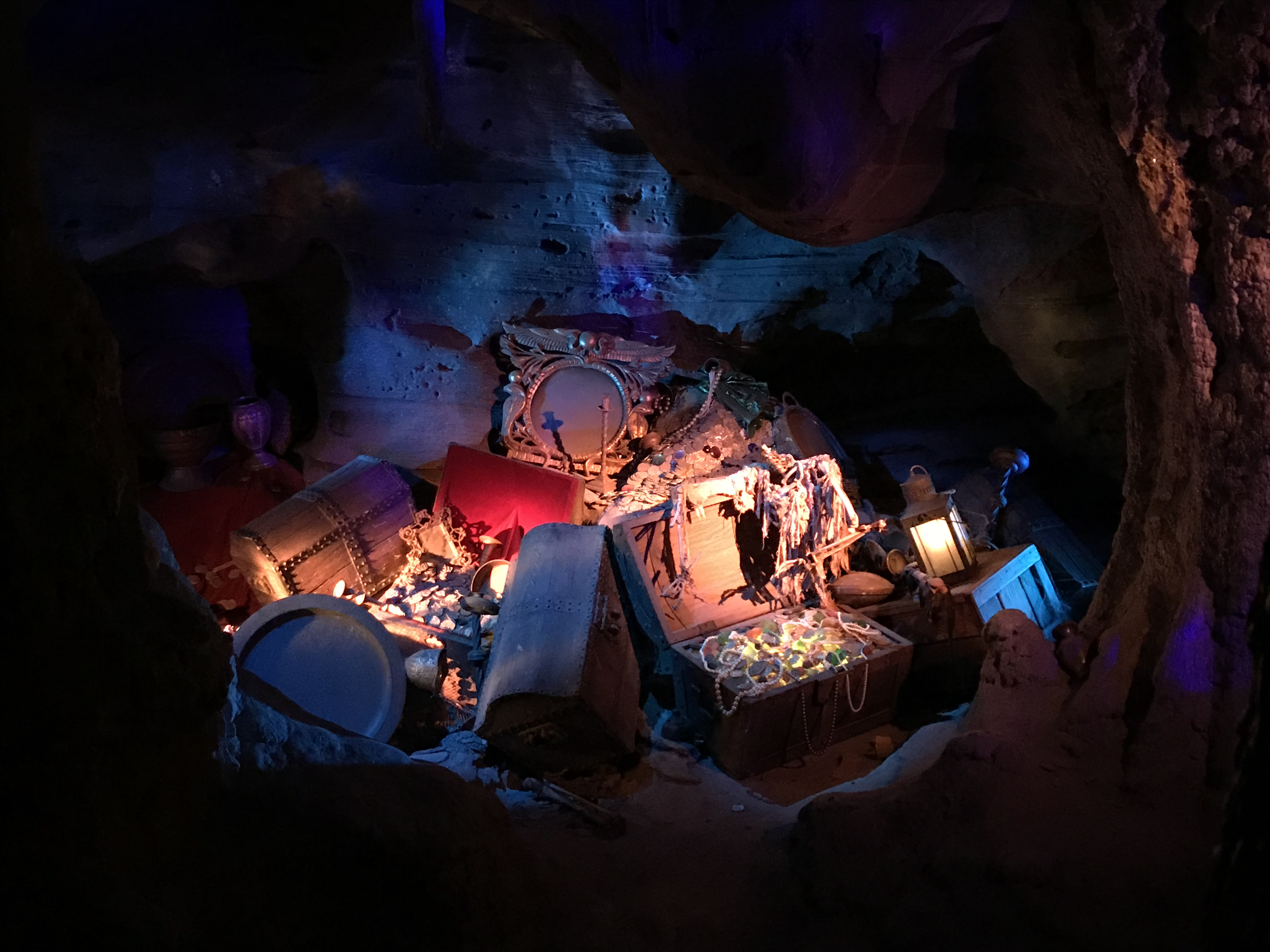
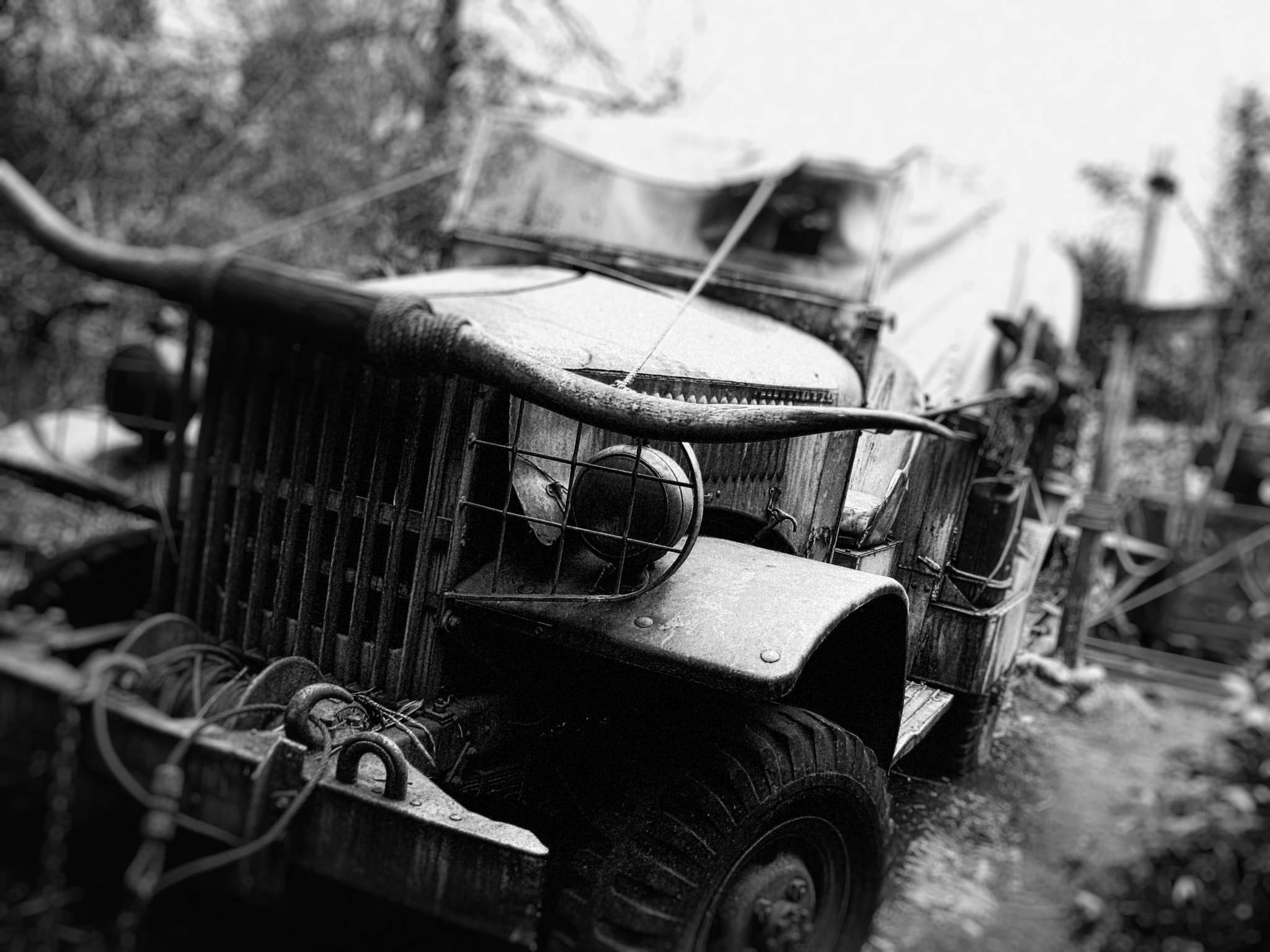
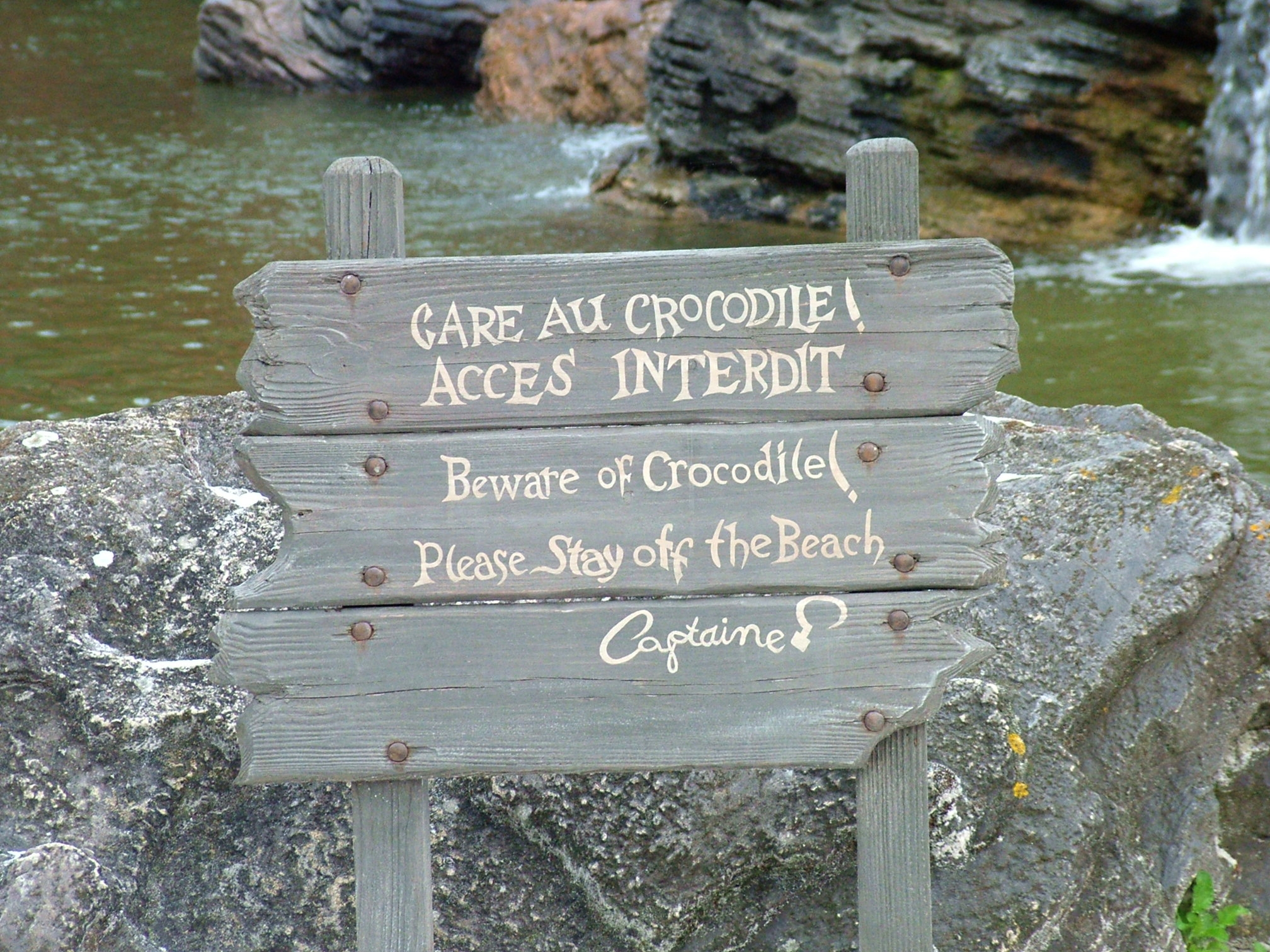
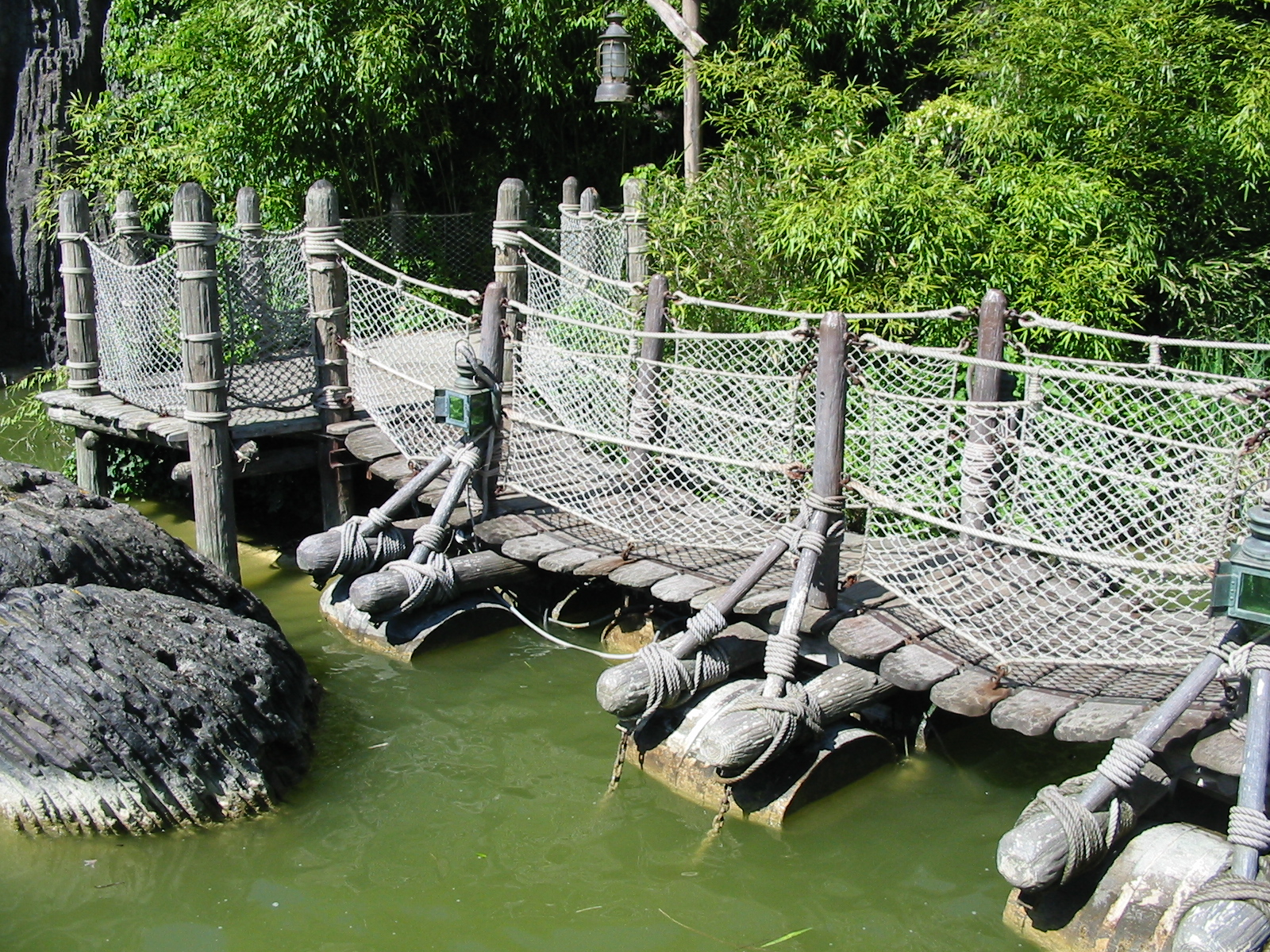

Disneyland Paris · Lijst van attracties in Disneyland Park · Le Château de la Belle au Bois Dormant · afbeeldingen